# Дрина

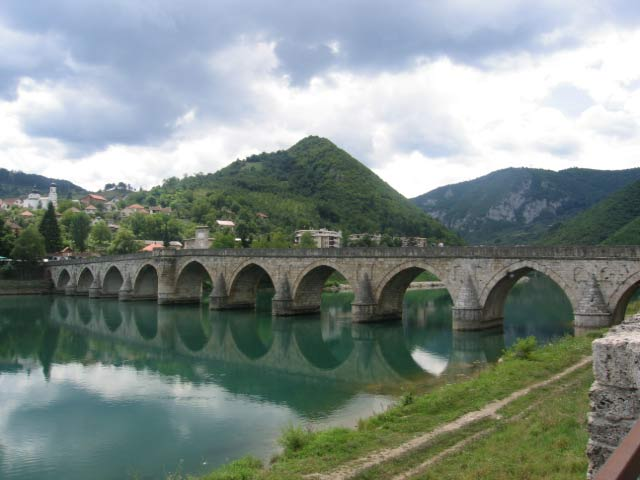
Вишеградський міст через Дрину — пам'ятка Всесвітньої спадщини

Дри́на (серб. Дрина, босн. Drina) — річка на кордоні Боснії і Герцеговини та Сербії загальною протяжністю 346 км, найбільша притока Сави.
Великими населеними пунктами на Дрині в Боснії і Герцеговині є Фоча, Горажде, Вишеград та Зворник, у Сербії — Баїна-Башта і Лозниця.
У давнину Дрина довгий час являла собою природний рубіж між західноримською та східноримською імперією, ставши згодом також кордоном між православним та католицьким світом. У поєднанні з ісламом, насадженим під час османського ярма, це минуле досьогодні визначає становище і життя людей уздовж берегів Дрини. Багато століть тут існує різнонаціональне і багатоконфесійне населення, однак нерідко їх співіснування було ознаменоване і військовими конфліктами. Під час Першої світової війни на Дрині розігралися кілька кривавих битв між австро-угорською та сербською арміями. Протягом громадянської війни в Боснії між 1992 та 1995 рр. сумну популярність здобули оголошені ООН мирними зонами міста Фоча і Горажде.
Під Вишеградом у 1989 році побудовано греблю, яка утворила водосховище ємністю 101 млн м³, та діє ГЕС потужністю 315 МВт. Між Вишеградом і Перучацем у 1966 р. річка, перекрита черговою греблею, утворює Перучацьке водосховище ємністю 340 млн м³. Висота греблі біля села Перучац становить 93 метри, там діє ГЕС-ГАЕС турбінною потужністю 614 МВт і насосною 249 МВт і включає крім того високогірне (на 600 метрів вище) водосховище «Белі Ржав». Нижче за течією річки знаходиться Зворницьке водоймище місткістю 89 млн м³, чия гребля стоїть біля міста Зворник, а електростанція на греблі має потужність 92 МВт. Сумарний річний виробіток електростанцій на річці перевищує 2,5 млрд кВт·год.
Своїм твором «Міст на Дрині» боснійський письменник Іво Андрич створив річці, своєму місту Вишеград і своїй країні літературний пам'ятник, за що став лауреатом Нобелівської премії з літератури.
Дрина також присутня у фільмі Еміра Кустуриці "Життя як диво".